# دراب (سرآب)
دراب یکی از روستاهای استان آذربایجان شرقی است که در دهستان صائین بخش مرکزی شهرستان سرآب واقع شده‌است.